# مارشال هودسون
مارشال هودجسون (بالإنجليزية: Marshall Hodgson)‏ هو مؤرخ أمريكي، ولد في 11 أبريل 1922، وتوفي في 10 يونيو 1968.